# أرني لورانس
أرني لورانس (بالإنجليزية: Arnie Lawrence)‏ هو عازف جاز أمريكي، ولد في 10 يوليو 1938 في بروكلين في الولايات المتحدة، وتوفي في 22 أبريل 2005.

## وصلات خارجية
- أرني لورانس على موقع ميوزك برينز (الإنجليزية)
- أرني لورانس على موقع أول ميوزيك (الإنجليزية)
- أرني لورانس على موقع ديسكوغز (الإنجليزية)